# كارلا ديل بونتي
كارلا ديل بونتي (بالإيطالية:Carla Del Ponte) محامية ومدعية عامة وسفيرة سويسرية ورئيسة الادعاء العام السابقة للمحكمة الجنائية الدولية التابعة للأمم المتحدة.
تم تعيينها كمدعي عام في المحكمة الجنائية الدولية ليوغوسلافيا السابقة (ICTY) ومحكمة الجرائم الدولية في رواندا (ICTR) في أغسطس 1999 لتحل محل لويز أربور. في 2003 قام مجلس الأمن التابع للأمم المتحدة بتغيير ديل بونتي ليحل محلها حسن بوبكار جاللو في محاولة لتعديل مسار تلك المحاكمة بشأن مجازر رواندا. فيما ظلت رئيسة الادعاء العام في محكمة يوغسلافيا السابقة حتى 1 يناير 2008.

## حياتها
ولدت كارلا ديل بونتي في 9 فبراير 1947 في لوغانو بجبال الألب السويسرية، كانتون تيسينو في سويسرا. درست ديل بونتي القانون في برن وجنيف وكذلك بريطانيا. وحازت على الماجستير في القانون العام 1972. تتحدث اللغات الإيطالية، الألمانية، الفرنسية والإنجليزية.
بعد انهائها دراستها انضمت ديل بونتي إلى شركة محاماة في لوغانو، لتغادرها العام 1975 مؤسسة شركة خاصة بها. انضمت لاحقا لمكتب الادعاء العام السويسري لتحقق في قضايا ضد عصابات الجريمة المنظمة كغسيل الأموال والمخدرات والتجسس والإرهاب في البلاد. هذا الأمر وما لسويسرا من مكانة مالية عالمية جعل لوظيفة ديل بونتي مكانة خارج سويسرا لدرجة أن المافيا الإيطالية أطلقت عليها لقب «لا بوتانا» أو «المومس»، لتصير أول شخصية عامة سويسرية تتنقل بسيارة مصفحة ومواكبة أمنية مستمرة.
كادت ديل بونتي أن تتعرض لمحاولة اغتيال حين كانت برفقة القاضي الإيطالي جيوفاني فالكوني، والذي كان متخصصا في تعقب المافيا الإيطالية، حين عثرت الشرطة الإيطالية على نحو 100 كيلوغرام من مادة السمتك المتفجرة أسفل منزله حين كانت ديل بونتي برفقته.

## محكمة جرائم الحرب في يوغسلافيا السابقة
بعد انتهاء سنين خدمتها الخمس في مكتب الادعاء العام السويسري، انضمت ديل بونتي لمحكمة جرائم الحرب الدولية في يوغسلافيا السابقة ومحكمة العدل الدولية لجرائم الحرب في رواندا، لكي تتعامل مع مجرمي الحرب كمدعية. في حوار لها أجرته في أواخر 2001 عن جرائم الحرب التي ارتكبت خلال حرب يوغسلافيا الأهلية في التسعينيات، قالت ديل بونتي: «العدالة بحق الضحايا والناجين تتطلب جهود حثيثة على المستويين الدولي والقومي».
في 30 يناير 2007 أعلنت ديل بونتي في بيان عن نيتها الاستقالة كرئيسة لمكتب الادعاء في المحكمة الدولية لجرائم الحرب في يوغسلافيا السابقة بنهاية تلك السنة، حيث ذكرت في البيان «حان الوقت للعودة لحياتي العادية». خلفها في المنصب سيرج براميرتز في 1 يناير 2008.
اشتهرت كارلا ديل بونتي بصرامتها الشديدة في عملها لدرجة إطلاق عدد من الألقاب عليها منها «الغستابو الجديد» و«الصاروخ غير الموجه». ديل بونتي سبق لها الزواج ولديها ابن واحد.
اتهمت الفاتيكان في 2005 بمساعدة أحد أهم المطلوبين بجرائم الحرب في كرواتيا عبر تجنيبه الاعتقال.
تشغل ديل بونتي منذ يناير 2008 منصب سفيرة سويسرا في الأرجنتين.

## وصلات خارجية
- كارلا ديل بونتي على موقع مونزينجر (الألمانية)

- مشاركة لكارلا ديل بونتي في المتحف العالمي للنساء (بالعربية)